# Васкес-Фигероа, Альберто
Альберто Васкес-Фигероа Риаль (исп. Alberto Vázquez-Figueroa Rial) — испанский писатель, журналист и изобретатель. Яркий представитель испанской массовой литературы: по всему миру было продано более 25 миллионов экземпляров книг Васкеса-Фигероа, а ряд его произведений был экранизирован. Он также разработал и запатентовал метод опреснения морской воды.

## Биография
Васкес-Фигероа родился 11 октября 1936 года в Санта-Крус-де-Тенерифе на Канарских островах. Когда ему не исполнилось ещё и года, из-за начавшейся Гражданской войны его семья была вынуждена бежать в Африку: отец Альберто был социалистом и, как сторонник Республики, попал в заключение. В испанской Сахаре Васкес-Фигероа и провёл всё своё детство. Он рано потерял мать, а отец его после выхода из тюрьмы регулярно лечился в больницах от туберкулёза, поэтому воспитанием мальчика занимался в основном его дядя, гражданский служащий при испанских войсках в Африке.
В возрасте 16 лет Васкес-Фигероа вернулся на Тенерифе, чтобы заняться учёбой. Около двух лет был преподавателем подводного плавания на борту учебного судна «Южный крест». Позднее, накопив денег, поступил в Школу журналистики (Escuela Oficial de Periodismo) в Мадриде, закончив которую (1959), в 1962 году устроился корреспондентом в газету La Vanguardia, а затем и на Televisión Española (TVE). Как говорит сам писатель, за время работы военным корреспондентом он побывал в таких странах, как Гвинея, Чад, Конго, Доминиканская Республика, Боливия, Гватемала, где стал свидетелем многих конфликтов.

## Писательская карьера
Свой первый рассказ «Песок и ветер» (Arena y viento) Васкес-Фигероа написал ещё в четырнадцать лет, но он был опубликован лишь спустя три года. Финансовое положение не давало ему полностью сосредоточиться на писательской деятельности, и он совмещал её с работой корреспондента.
Мировая известность пришла к писателю после выхода романа «Чёрное дерево» (Ébano, 1975), в котором рассказывалось о работорговле в Африке, позднее экранизированного режиссёром Ричардом Флейшером под названием «Ашанти». В этом же году вышла его автобиография под названием «Анаконда».
Вскоре выходят и другие произведения Васкес-Фигероа — «Манаус» (Manaos, 1975) и «Туарег» (Tuareg, 1980), также впоследствии экранизированные. При этом фильм «Манаус» стал второй работой писателя ещё и как режиссёра.
В 2007 году вышел новый роман «За тысячу миллионов долларов» (Por mil millones de dolares), который привлёк внимание общественности не только своими литературными достоинствами, но и способом распространения — его можно было приобрести традиционным способом, купив в твёрдом (дорогом) или мягком (дешёвом) переплётах, а также скачать абсолютно бесплатно из интернета.
В общей сложности Васкес-Фигероа стал автором более чем 80 произведений.

### Автобиографические произведения
- Песок и ветер (Arena y viento, 1953)
- На дне семи морей. Долгая дорога в рай (Bajo siete mares. Largo viaje al paraíso, 1968)
- Путь Орельяны (La ruta de Orellana, 1974)
- Анаконда (Anaconda, 1975)
- Обещанная вода (El agua prometida, 1995)
- Семь жизней и медиа (Siete vidas y media, 2009)

### Романы
- К югу от Карибов (Al sur del Caribe, 1965)
- Африка в оковах (África encadenada, 1970)
- По следам Алека (Tras las huellas de Alec, 1971)
- Девственная земля. Уничтожение Амазонии (Tierra virgen. La destrucción del Amazonas, 1973)
- Кто убил посла? (¿Quién mató al embajador?, 1975)
- Манаус (Manaos, 1975)
- Чёрное дерево (Ébano, 1975). На русском языке: Васкес-Фигероа А. Чёрное дерево / пер. В Дунаева. — М.: Перо, 2017. — ISBN 978-5-906933-48-5.
- Как бешеный пёс (Como un perro rabioso, 1975)
- Панама, Панама! (¡Panamá, Panamá!, 1977)
- Чёрный прилив (Marea negra, 1977)
- Последний гарем (El último harén, 1979)
- Шах (Sha, 1980)
- Новые боги (Nuevos dioses, 1980)
- Убить Каддафи (Matar a Gadafi, 1981)
- Игуана (La iguana, 1982). На русском языке: Васкес-Фигероа А. Игуана / пер. Т. Родименко. — М.: Рипол Классик, 2010. — ISBN 978-5-386-02284-6.
- Забыть Мачу-Пикчу (Olvidar Machu-Picchu, 1983)
- Умереть в Южной Африке (Morir en Sudáfrica, 1985)
- Слоновая кость (Marfil, 1985)
- Южный ветер (Vendaval, 1986)
- Виракоча (Viracocha, 1987)
- Пальмира (Palmira, 1987)
- Охотник (El cazador, 1988)
- Пёс (El perro, 1989)
- Наёмный убийца (Sicario, 1991). На русском языке: Васкес-Фигероа А. Сикарио / пер. В Дунаева. — М.: Перо, 2016. — ISBN 978-5-906900-00-5.
- Путешествие на край света. Галапагосы (Viaje al fin del mundo. Galápagos, 1992)
- Зелёное кольцо (El anillo verde, 1995)
- Гражданин Макс (Ciudadano Max, 1992)
- Африка плачет (África llora, 1994)
- Ордалия ядом (La ordalía del veneno, 1995)
- Красная султанша (Sultana roja, 1998). На русском языке: Васкес-Фигероа А. Красная султанша / пер. Е. Евдокимовой. — М.: АТО-М, 2008. — ISBN 978-5-901810-20-0.
- Икар (Ícaro, 1998; биография Джимми Эйнджела). На русском языке: Васкес-Фигероа А. Икар / пер. Т. Родименко. — М.: Рипол Классик, 2014. — ISBN 978-5-386-08135-5.
- Фуэртевентура (Fuerteventura, 1999)
- Инка (El inca, 1999)
- Время конкистадоров (Tiempo de conquistadores, 2000)
- Господин мрака (El señor de las tinieblas, 2001)
- Дофины (Delfines, 2001)
- Бора-Бора (Bora Bora, 2001). На русском языке: Васкес-Фигероа А. Бора-Бора / пер. В. Станчука. — М.: Рипол Классик, 2011. — ISBN 978-5-386-03395-8.
- Жить ветром (Vivir del viento, 2003)
- Невидимый лев (El león invisible, 2003)
- Двери Тихого океана (La puerta del Pacífico, 2004)
- Али в стране чудес (Alí en el país de las maravillas, 2005)
- Дрейфуя (A la deriva, 2005)
- Прокажённый король (El rey leproso, 2005; биография Себастьяна I)
- Нефритовое море (El mar de Jade, 2006)
- Кентавры (Centauros, 2007; биография Алонсо де Охеды)
- Педофилы (Pederastas, 2007)
- Живые и мёртвые (Vivos y muertos, 2007)
- Сауд-леопард (Saud el Leopardo, 2009; биография Абдул-Азиза Аль Сауда)
- Гароэ (Garoé, 2010; премия Альфонсо X Мудрого за лучший исторический роман). На русском языке: Васкес-Фигероа А. Гароэ / пер.  Т. Родименко. — М.: Рипол Классик, 2014. — ISBN 978-5-386-06684-0.
- Пылающее море (El mar en llamas, 2011)
- Ирина Догонович (Irina Dogonovic, 2011)
- Прекрасная тварь (La bella bestia, 2012)
- Алчность (Codicia, 2012)
- Бимини (Bimini, 2013)
- Медуза (Medusa, 2014)
- Голод (Hambre, 2014)
- Преступление против человечества (Crimen contra la humanidad, 2015)
- Варварство (La barbarie, 2016)
- Курс — в ночь (Rumbo a la noche, 2017)

### Циклы
- «Туарег»:
  - Туарег (Tuareg, 1980). На русском языке: Васкес-Фигероа Т. Туарег / пер. Т. Родименко. — М.: Рипол Классик, 2011. — ISBN 978-5-386-03283-8.
  - Глаза туарега (Los ojos del Tuareg, 2000)
  - Последний туарег (El último Tuareg, 2014)
- Утопии:
  - Все мы виноваты (Todos somos culpables, 2001)
  - Лучший мир (Un mundo mejor, 2002)
- Фантастика:
  - За тысячу миллионов долларов (Por mil millones de dólares, 2007)
  - Колтан (Coltan, 2008)
  - Калашников (Kalashnikov, 2009)

### Серия о Сьенфуэгосе
1. Сьенфуэгос (Cienfuegos, 1987)
2. Карибы (Caribes, 1990)
3. Гагат (Azabache, 1991)
4. Монтенегро (Montenegro, 1992)
5. Сильные Руки (Brazofuerte, 1993)
6. Харагуа (Xaraguá, 1993)
7. Земля бизонов (Tierra de Bisontes, 2006)

### Серия «Океан»
1. Океан (Océano, 1984). На русском языке: Васкес-Фигероа А. Океан / пер В. Станчук. — М.: Рипол Классик, 2013. — ISBN 978-5-386-04989-8.
2. Яйса (Yaiza, 1984). На русском языке: Васкес-Фигероа А. Океан. Айза / пер.  Т. Родименко. — М.: Рипол Классик, 2013. — ISBN 978-5-386-05828-9.
3. Марадентро (Maradentro, 1985). На русском языке: Васкес-Фигероа А. Океан. Марадентро / пер. Т. Родименко. — М.: Рипол Классик, 2013. — ISBN 978-5-386-06212-5.

### Серия «Пираты»
1. Пираты (Piratas, 1996)
2. Работорговцы (Negreros, 1996)
3. Леон Боканегра (León Bocanegra, 1998)

## Фильмография

### Режиссёр и сценарист
- Красное золото (Oro rojo, 1978)
- Манаус (Manaos, 1979, по одноимённому роману)

### Сценарист
- Вы мой отец? (¿Es usted mi padre?, реж. Антонио Хименес-Рико, 1971)
- Пёс (El perro, реж. Антонио Исаси-Исасменди, 1976, по одноимённому роману)
- Ашанти (Ashanti, реж. Ричард Флейшер, 1978, по роману «Чёрное дерево»)
- Вещи (Cosas, реж. Хосе Лапенья, 1980, телесериал)
- Последний гарем (El último harén, реж. Серджо Гарроне, 1981, по одноимённому роману)
- Туарег (Tuareg, реж. Энцо Дж. Кастеллари, 1984, по одноимённому роману)
- Чёрная стрела (La flecha negra / Black Arrow, реж. Джон Хаф, 1985, телефильм по одноимённому роману Стивенсона)
- Кровь на Карибах (Sangre en el Caribe, реж. Рафаэль Вильясеньор Кури, 1985)
- Хрустальное сердце (Corazón de cristal / Crystal Heart, реж. Джил Беттман, 1986)
- Игуана (La iguana, реж. Монте Хеллман, 1988, по одноимённому роману)
- Океан (Océano, реж. Руджеро Деодато, 1989, телесериал по одноимённому циклу романов)
- Ротвейлер (Rottweiler, реж. Брайан Юзна, 2004, по роману «Пёс»)